# Nykarleby IK
Nykarleby IK, (NIK) grundat 1917, är en fotbollsförening i Österbotten med ett representationslag i finska division 3.
Föreningen hade sina glansdagar i slutet av 1980-talet då laget var nära att stiga till division 1. NIK mötte också Manchester City i en träningsmatch sommaren 1988, som då slog nytt publikrekord på Skogsvallen. Hemmalaget förlorade väntat.
Nykarleby IK har också förr varit Nykarlebys ishockeylag.